# ナツメロ (曲)
「ナツメロ」は、Chicago Poodleのメジャー2枚目のシングル（通算5枚目）。

## 内容
夏を意識した本作は、表題曲の作詞を担当した山口教仁曰く「夏の曲なので『夏のメロディ』として定番ソングになって欲しい事と、『懐かしいメロディー』…何年経っても色あせないメロディになって欲しいという2つの思いから」とのこと。3曲目の「流星〜Interlude〜」というインタールード的な曲は花沢耕太一人によるピアノインストで、花沢はこの曲について「各FMラジオ局とのコラボレーションで、星がきれいに見える場所はどこかと募集したところ、岡山県にある美星町がきれいに見えると言われたため、実際に行ったら星がすごくきれいだったので制作した」とコメントしている。

## 批評
『CDジャーナル』は「アコースティックな響きと軽妙かつ味わい深いヴォーカルが耳に優しい。気がつけばまた聴きたくなるスタンダードな魅力を持っている」と評した。

## 収録曲
1. ナツメロ
  - 作詞：山口教仁／作曲：花沢耕太／編曲：岩倉さとし・Chicago Poodle
2. My Life
  - 作詞：辻本健司／作曲：花沢耕太／編曲：Chicago Poodle
3. 流星〜Interlude〜
  - 作曲・編曲：花沢耕太
4. Twinkle Little Stars〜星が降る町〜
  - 作詞：Chicago Poodle／作曲：花沢耕太／編曲：Cho-ru・Chicago Poodle

## タイアップ
ナツメロ
- 日本テレビ系『音楽戦士 MUSIC FIGHTER』パワープレイ
- 山陽放送『ユタンポ』7月度エンディングテーマ
- テレビ埼玉『ごごたま』7月度エンディングテーマ
- スカパー!『MUSIC FOCUS』7月度エンディングテーマ